# Bourjois

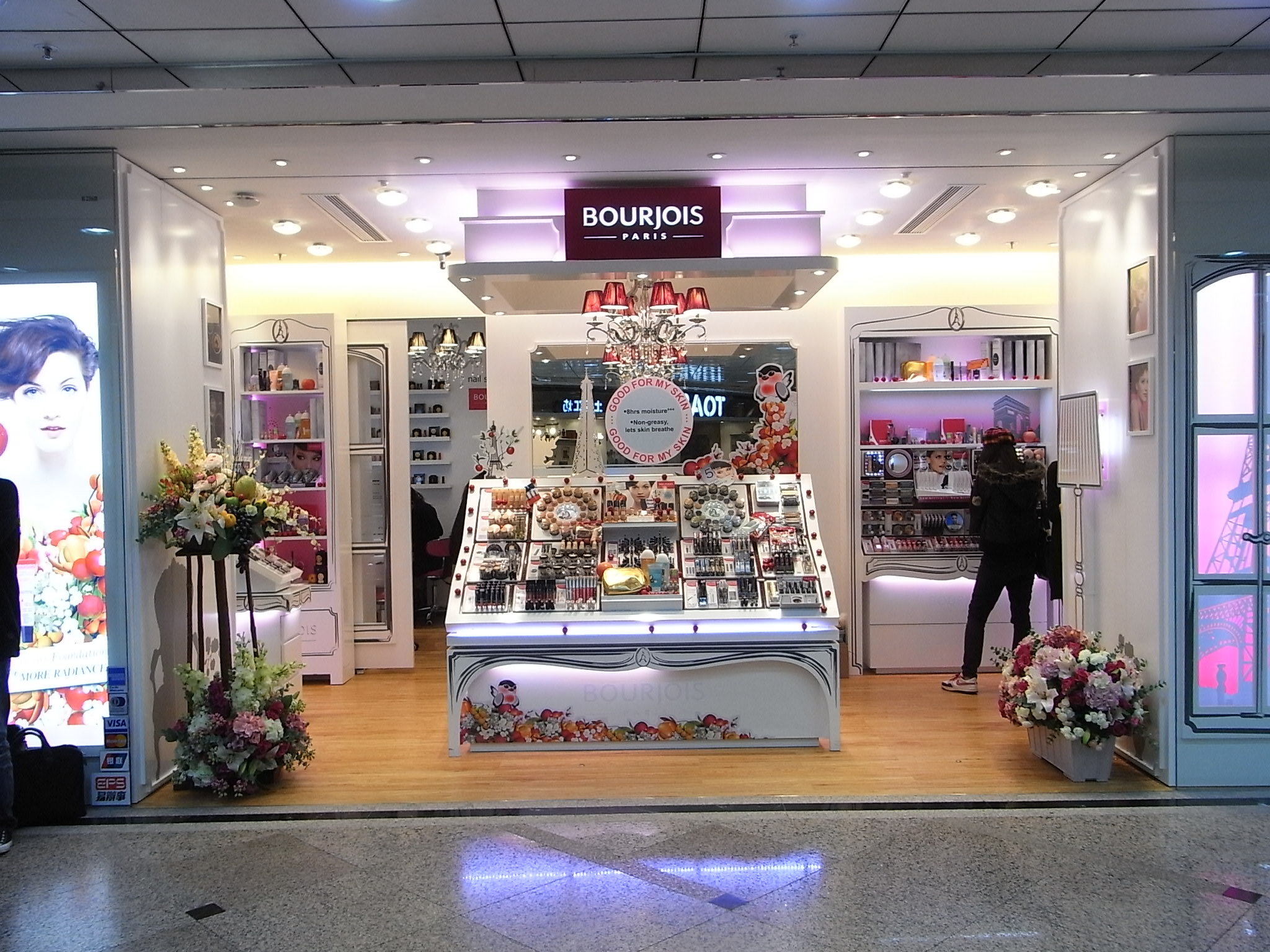
Sklep Bourjois w HK Causeway Bay Times Square

Bourjois – francuska marka kosmetyków, głównie kolorowych i zapachowych. Od 2015 należy do amerykańskiej firmy Coty.

## Historia marki
W 1863 roku Alexander Napoleon Bourjois stworzył pierwszy sypki róż do policzków. Wcześniej stosowane pomady źle wpływały na cerę, przez co nie były popularne wśród kobiet. Wprowadzenie na rynek kosmetyków Bourjois sprawiło, że makijaż stał się powszechny także poza deskami teatrów.
Marka Bourjois weszła na rynki zagraniczne w 1913 roku. Logo marki to różowy prostokąt z napisami Bourjois i mniejszym Paris.
Marka jest dostępna w około 45 krajach (2024).